# FK Oka Beloomut
Futbolnyj klub Oka Beloomut (rusky: Футбольный клуб «Ока» Белоомут) byl ruský fotbalový klub sídlící ve vesnici Beloomut. Klub byl založen v roce 2008, zanikl v roce 2014 kvůli finančním problémům.

## Umístění v jednotlivých sezonách
| Sezóny  | Liga                                       | Úroveň | Z  | V  | R | P  | VG  | OG | +/- | B  | Pozice |
| ------- | ------------------------------------------ | ------ | -- | -- | - | -- | --- | -- | --- | -- | ------ |
| 2010    | Tretij divizion – sk. Moskovskaja oblast B | 4      | 34 | 27 | 5 | 2  | 108 | 30 | +78 | 86 | 1.     |
| 2011/12 | Tretij divizion – sk. Moskovskaja oblast A | 4      | 42 | 15 | 7 | 20 | 76  | 85 | -9  | 52 | 8.     |
| 2012/13 | Tretij divizion – sk. Moskovskaja oblast A | 4      | 17 | 10 | 3 | 4  | 35  | 24 | +12 | 33 | 5.     |
| 2013    | Tretij divizion – sk. Moskovskaja oblast A | 4      | 30 | 8  | 3 | 19 | 25  | 52 | -27 | 27 | 13.    |
| 2014    | Tretij divizion – sk. Moskovskaja oblast A | 4      | 28 | 4  | 2 | 22 | 26  | 91 | -65 | 14 | 15.    |